# Peracantha truncata
Peracantha truncata is een watervlooiensoort uit de familie van de Chydoridae. De wetenschappelijke naam van de soort werd in 1785 voor het eerst geldig gepubliceerd door Otto Friedrich Müller.